# 사악한 기업
사악한 기업, 악의 기업, 이블 코퍼레이션(evil corporation)은 기업이 주주의 이익을 위해 사회적 책임, 도덕성, 윤리, 때로는 법률을 무시하는 것으로 묘사하는 대중 문화의 비유이다. 드문 경우지만, 기업의 의도는 좋으나 극단주의적이며 고귀한 원인의 부패에 연루될 수 있다.

## 허구
이 개념은 "영화, 소설, 비디오 게임 등을 포함하는 현대 문화의 풍경에 깊이 자리잡고 있다." SF 장르는 이러한 디스토피아적인 관점에서 기업을 묘사하는 초기 배경이 되었다.
사악한 기업은 자본주의와 더 큰 오만함을 결합하는 위험을 나타내는 것으로 볼 수 있다.
이 비유의 주목할 만한 용도로는 콜 오브 듀티: 어드밴스드 워페어의 아틀라스 코퍼레이션(Atlas Corporation), 에이리언 (시리즈) 프랜차이즈의 웨이랜드-유타니, 쥬라기 공원 프랜차이즈의 인젠(InGen), 아바타 (프랜차이즈) 프랜차이즈의 자원개발부(Resources Development Administration), 바이오하자드 (비디오 게임 시리즈)의 엄브렐라 코퍼레이션(Umbrella Corporation), 캐리비안의 해적 (영화 시리즈)의 영국 동인도 회사, 미스터 로봇의 E-Corp 등이 있다.

## 실제 세계
일부 실제 기업은 사악하다는 비난을 받았다. 이러한 비난을 막기 위해 구글은 한때 "Don't Be Evil"이라는 공식 모토를 채택했지만, 그것이 실제로 지켜졌는지 여부는 논쟁의 여지가 있었다. 비평가들은 회사가 비밀 데이터 수집 및 고객 프라이버시 위반, 정치적 편견과 같은 "사악한" 행위를 한다고 비난했다. 결국 이 모토는 행동 강령의 맨 끝 부분으로 이동된 후 완전히 제거되었다. 뉴 요커는 "많은 식품 활동가들이 몬산토(나중에 바이엘과 합병됨)를 확실히 사악한 기업으로 간주한다"고 썼다.
기업의 사회적 책임에 대한 논쟁(Debate over Corporate Social Responsibility)에서는 "많은 소비자에게 월마트는 사악한 기업의 원형으로 여겨지지만, 기록적인 숫자는 저렴한 가격으로 매장에서 쇼핑한다."라고 썼다.
일본에서는 언론인과 권리 운동가들로 구성된 위원회가 "과로, 차별, 괴롭힘의 문화를 지닌" 회사에 올해의 가장 사악한 기업 상(Black Company Award라고도 함)으로 알려진 연례 "기업 라즈베리 상"을 수여한다.

## 같이 보기
- 반자본주의
- 반소비주의
- 기업 윤리
- 회사범죄
- 회사 복지
- 자본주의에 대한 비판
- 사이버펑크
- 윤리적 논란이 있는 사업 관행
- 인권
- 카렌 실크우드
- 초거대기업
- 군산 복합체
- 다국적 기업
- 조직범죄
- 국가범죄
- 기업 (영화)